# 鳴海仙吉
『鳴海仙吉』（なるみせんきち）は、伊藤整の長編小説。1950年、細川書店刊。のちに新潮文庫（1956年）、岩波文庫（2006年）でも刊行。

## 概要
戦後混乱期の北海道を舞台に、大学講師鳴海仙吉の身辺に起こる様々な出来事を風刺的に描いた作品で、全16章からなる。第1章の「林で書いた詩」から第16章「終幕」の戯曲形式に至るまで、多彩な形式を駆使した知識人小説である。

## あらすじ
故郷である北海道に疎開したままの主人公・鳴海仙吉は、不耕作地主であるという負い目を感じながら、道内の大学で英文学の講義を受け持ち、かたわら文芸評論などを書いて過ごしていた。身体の弱い妻は東京に帰ったが、生計の資を求める仙吉は道内に残り、小作料を当てにして生活している。友人の妹のユリ子をひそかに慕ってもいるが、妻もいる以上なかなか恋心を打ち明けられない。大学では、もともとガートルード・スタインやエズラ・パウンドを研究していたため、シェイクスピアをはじめとする英文学の古典をまともに勉強していないのが裏目に出て、塩見教授や佐伯講師といった同僚たちに劣等感を抱いている。「弟子にしてください」と頼み込んでくる学生までおり、あしらうのも一苦労である。そんななか、ユリ子が姉・マリ子の経営する酒場「トミヤ」に引っ越してしまう。ところが、鳴海はユリ子への思慕をますます強めてゆく…… 

## 構成
この小説は、小説的な物語、鳴海による文芸評論や講演、鳴海の手記、および最終章の戯曲から成る。
小説　一「鳴海仙吉の朝」・三「シェイクスピア談」・四「仙吉と学生」・五「仙吉と学生」・六「仙吉とユリ子」・八「不安」・十「小説の未来」
文芸評論・講演　二「出家遁世の志」・七「知識階級論」・九「小説の未来」・十一「芸術の運命」・十五「地獄」
手記　十二「雪の夜語り」・十三「汚れた聖女」・十四「幻燈」
戯曲　十六「終幕」
このうち、文芸評論や講演を中心に、算木強（三木清）、千沼刺戟（瀬沼茂樹）、東田雪太郎（西田幾多郎）などのパロディ的人物が数多く登場する。また、『伊藤整全集』第二巻には「鳴海仙吉補遺」が収められている。